# Alberto Miralles
Alberto Miralles   (Elx, 23 de setembre de 1940 - Madrid, 2 de març de 2004) va ser un dramaturg i director de teatre valencià.
Nascut a Elx, Alberto Miralles va traslladar-se a Barcelona quan encara no tenia vint anys. En aquesta ciutat va llicenciar-se el 1963 com a pèrit industrial. Ingressa també a l'Institut del Teatre i el 1966 es gradua en interpretació. El 1974 obté la llicenciatura en Filologia Romànica (literatura espanyola).
Durant els estudis forma part del TEU de l'Escola de Pèrits Industrials com a director i autor. Escriu les seues primeres d'obres, com Y al tercer día (1961), que va obtenir el Premi de Teatre Universitari de Catalunya i Balears, o Aquella risa (1962). La reforma dels plans d'estudis de l'Institut del Teatre permetrà que, tot just graduat, s'hi integre com a professor d'interpretació, on posarà en pràctica els seus coneixements sobre Bertolt Brecht, Antonin Artaud o el Living Theatre (Ragué-Arias; Cornago: 74-77). Amb alumnes seus formarà el grup Cátaro (1966).
Obté l'èxit amb La guerra. Hombre (1966) i, molt en especial, amb Cátaro Colón o versos de arte menor sobre un varón ilustre (1967), obra que el dona a conèixer al món del teatre independent espanyol. Miralles col·labora amb Adolfo Marsillach, i el grup Cátaro intervindrà en el muntatge que fa el segon del Marat-Sade de Peter Weiss (1968). El 1977 Miralles és l'ajudant de direcció de Marsillach en Las arrecogías del Beaterio de Santa María Egipcíaca, de José Martín Recuerda, però poc després les col·laboracions es trencaran a causa de les opinions de Marsillach sobre els dramaturgs espanyols dels seixanta. D'aquest enfrontament Miralles en farà una peça breu: A. M. (2002).
Durant la Transició Miralles manifestarà aviat el seu malestar davant el procés de normalització cultural i lingüística que es comença a viure al Principat. Es trasllada aleshores a Madrid, on des del 1978 imparteix classes d'interpretació en el Taller de Artes Imaginarias. Paral·lelament comença a defendre en un seguit d'articles polèmics i molt combatius l'escriptura dramàtica dels autors dels anys seixanta i primers setanta. Això el durà a participar en la fundació de l'Asociación de Autores de Teatro (1990), de què serà president del 1994 al 2004. Durant aquests anys escriurà nombroses obres teatrals, tant de durada normal com obres breus i peces infantils, i obtindrà diversos premis, tot i que la seua presència sobre les taules no serà habitual. Miralles es dedicarà així mateix a la narrativa.
Tot i els seus desencontres amb la cultura catalana, algunes de les seues obres van ser traduïdes i estrenades en versió catalana (Okupes al Museu del Prado, 2000). El 1978 va escriure Dongui'm la vènia si us plau (Kabaret) i va fer igualment una versió en valencià de La felicidad de la piedra (La felicitat de la pedra).

## Significació
Com a dramaturg, ja des de les primeres obres desplega un llenguatge molt treballat literàriament, barroquista fins i tot. El tractament literari s'hi conjuga, a més, amb l'ús de recursos simbòlics més o menys palesos. La reescriptura també és característica del seu teatre, de manera que sovint existeix més d'una versió d'una obra determinada.
Temàticament, Miralles evoluciona des del tractament de problemes genèrics de la societat occidental (Crucifernario de la culpable indecisión, 1980) per a centrar-se progressivament en les conflictives relacions entre els artistes i el poder: Píntame la eternidad (manzanas azules, higos celestes), del 1998 (segona versió). En aquesta mateixa direcció cal situar les obres que giren al voltant de la política teatral del període que se'ns presenta en forma de peces en clau: en Céfiro agreste de olímpicos embates (1991) es critica per exemple la política teatral de la Transició, que va privilegiar els muntatges d'autors clàssics com una manera d'evitar l'estrena d'obres dels contemporanis. Dins la dramatúrgia de Miralles no hi manquen tampoc als darrers anys obres sobre temes d'actualitat i de caràcter sovint polític: Comisaría especial para mujeres (1993), La felicidad de la piedra (1995), Los amantes del demonio (2002) o Presidenta (2003).
El teatre de Miralles tracta de superar el realisme, així com de trencar amb la tradició teatral de les dècades anteriors. Defensor d'una escriptura allunyada de patrons costumistes, va patir, com altres autors espanyols contemporanis, l'escàs interès per part dels escenificadors de dècades posteriors i dels mateixos teatres institucionals, així com una recepció irregular per part del públic, tot i els nombrosos premis obtinguts, com el Nacional de Literatura Dramàtica, atorgat pòstumament el 2005.

## Publicacions
(Selecció)
- 1969. Cátaro Colón o versos de arte menor por un varón ilustre. Revista Primer Acto, núm. 104.
- 1977. Nuevo teatro español. Una alternativa social. Madrid: Villalar.
- 1980. Crucifernario de la culpable indecisión. A: Teatro de oposición I. Madrid: Vox.
- 1981. Céfiro agreste de olímpicos embates. Revista Primer Acto, núm. 189.
- 1994. Aproximación al teatro alternativo. Madrid: Asociación de Autores de Teatro.
- 1998-2003. Teatro breve, tres volums. Madrid: Fundamentos.
- 2000. Píntame la eternidad (Manzanas azules, higos celestes). Madrid: SGAE.
- 2005. Teatro escogido, dos volums. Madrid: Asociación de Autores de Teatro.